# كمين جحر الديك
كمين جحر الديك كمين محكم انشأه الذراع العسكري لحركة حماس (كتائب الشهيد عز الدين القسام) لقوة من 60 جنديا من جيش الاحتلال الإسرائيلي في يوم الأحد 3 ديسمبر 2023.

## التفاصيل
بعد رصد تمركز لعشرات من جنود الاحتلال (60 جندياً) داخل خيام في نقطة تموضع لهم شرق جحر الديك، تسلل مقاتلو حماس فجرا وزرعوا عبوات ناسفة علي شكل دائري. وفي تمام الساعة 4 ونصف من فجر يوم 3 ديسمبر 2023 جرى تفجير العبوات في جنود الاحتلال، ثم تقدم أحد مقاتلي حماس وأطلق النار على من تبقي من الجنود.
طبقا لحماس لم يعلن جيش الاحتلال عن عدد القتلى الحقيقي حيث أنه أعلنت إذاعة جيش الاحتلال بمقتل جنديين.